# Crostwitz
Crostwitz (szorb nyelven Chrósćicy) település Németországban, azon belül Szászország tartományban. Lakosainak száma 1036 fő (2023. december 31.). Crostwitz Puschwitz, Göda, Panschwitz-Kuckau, Räckelwitz, Ralbitz-Rosenthal és Neschwitz községekkel határos.

## Népesség
A település népességének változása:
| Lakosok száma | 1025 | 1035 | 1016 | 1026 | 1036 |
|               | 2017 | 2019 | 2021 | 2022 | 2023 |